# Friedemann Quaß
Friedemann Quaß (* 1. Mai 1941 in Taubenheim/Spree) ist ein deutscher Althistoriker.
Quaß studierte an der Universität Heidelberg und der Universität Göttingen Alte Geschichte und legte 1967 das Erste Staatsexamen ab. Während seiner Heidelberger Studienzeit schloss er sich im Sommersemester 1960 der Sängerschaft Thuringia, dem späteren Corps Thuringia, an. 1970 wurde er in Göttingen bei Alfred Heuß mit der Dissertation Nomos und Psephisma: Untersuchung zum griechischen Staatsrecht promoviert und erhielt anschließend eine Dauerstelle. Seine Habilitation erreichte er 1988 mit der Schrift Die Honoratiorenschicht in den Städten des griechischen Ostens: Untersuchungen zur politischen und sozialen Entwicklung in hellenistischer und römischer Zeit, die 1993 publiziert wurde und in der Fachwelt auf ein sehr geteiltes Echo stieß.
Quaß arbeitete als Akademischer Rat, zuletzt mit dem Titel eines außerplanmäßigen Professors, am Göttinger Institut für Alte Geschichte, bis er 2006 in den Ruhestand trat.

## Veröffentlichungen (Auswahl)
- Die Honoratiorenschicht in den Städten des griechischen Ostens: Untersuchungen zur politischen und sozialen Entwicklung in hellenistischer und römischer Zeit, Franz Steiner Verlag, Stuttgart 1993, ISBN 978-3515057097
- Nomos und Psephisma: Untersuchungen zum griechischen Staatsrecht, C.H. Beck, München 1972, ISBN 978-3406032950